# Peter Krapp
Peter Krapp (* 1970) ist ein deutsch-US-amerikanischer Medien- und Kulturwissenschaftler und Übersetzer; er lehrt an der University of California, Irvine.

## Leben
Peter Krapp studierte Anglistik, Germanistik, Philosophie und Musikwissenschaft in Bonn, Stirling, Konstanz, und Santa Barbara. Er war Stipendiat der Konrad-Adenauer-Stiftung und des DAAD sowie der DFG im Konstanzer Graduiertenkolleg „Theorie der Literatur und Kommunikation“. Er promovierte an der University of California, Santa Barbara mit einer Arbeit über das Déjà-vu als Symptom des kulturellen Gedächtnisses im Medienzeitalter. Er lehrte am Bard College (New York) und der University of Minnesota (Minneapolis), bevor er an der University of California, Irvine ab 2004 Professor für Mediengeschichte am Institut für Film- und Medienwissenschaft wurde (Department of Film & Media Studies). Dort war er 2012–2019 Seminarvorstand (Department Chair) und 2013–14 Senatspräsident, Gründungsmitglied des Center for Computer Games and Virtual Worlds und Mitglied des Beirats des UCI eSport-Programms. Im Jahr 2022 wurde Krapp mit einem Senior Fellowship des Zukunftskollegs der Universität Konstanz ausgezeichnet.

## Veröffentlichungen
- Deja Vu: Aberrations of Cultural Memory. University of Minnesota Press, 2004
- Noise Channels: Glitch and Error in Digital Culture. University of Minnesota Press, 2011
- Computing Legacy: Digital Cultures of Simulation. MIT Press, 2024
- Medium Cool. Duke University Press, 2002: SAQ 101:3 (zusammen mit Andrew McNamara)
- HSK (Handbook Language-Culture-Communication). Berlin: De Gruyter 2012 (zusammen mit Ludwig Jäger, Werner Holly, Samuel M Weber)
- Zwischen Wahn und Weisheit der Massen: Computerspiele und die Ökonomie der Zerstreuung. Soziale Medien – Neue Massen, Akademie Verlag 2014, herausgegeben von Inge Baxmann, Claus Pias, Timon Beyes
- On collegiality: Kittler models Derrida. Thesis Eleven 107(1):21-32, November 2011
- Terror and Play Or What Was Hacktivism?. Grey Room 21(8):70-93, October 2005 link
- The Future of Research and Challenges in Computer Games and Virtual World Environments link
- Deja Vu. Der Augenblick der Nachträglichkeit in der zeitgenössischen Kunst. Österreichische Galerie Belvedere, 2005